# Mario Mattei (cardinale)
Mario Mattei (Pergola, 6 settembre 1792 – Roma, 7 ottobre 1870) è stato un cardinale e vescovo cattolico italiano.
Nacque nella stessa cittadina delle Marche da cui provenivano gli antenati del cardinale Antonelli. La famiglia paterna, i Mattei-Baldini, era oriunda di Gubbio ed aveva acquisito solo molto recentemente (1740) il titolo comitale; la madre del Mattei, invece, Francesca Orsini Bianchi, apparteneva a un ramo minore degli Orsini le cui origini sono state rintracciate in alcune località del maceratese.

## Biografia
Visse, bambino, l'occupazione della sua terra natale da parte delle truppe francesi del generale Depaul. Essendo cadetto, la famiglia lo destinò alla carriera ecclesiastica: egli dunque studiò a Roma sia al Collegio Ghislieri, sia al Seminario Romano e infine alla Sapienza, dove si addottorò in utroque iure nel 1816. Studiò anche presso la Pontificia Accademia Ecclesiastica. Mattei fu ordinato sacerdote nel 1817 e l'anno seguente fu nominato tesoriere generale della Camera Apostolica da papa Pio VII. In tale ruolo il Mattei non è ricordato per aver dato una prova brillante: nel tentativo infatti di risanare il deficit dello Stato Pontificio, si fece accordare dai banchieri Rothschild di Parigi prestiti in numero eccedente, sicché la situazione finanziaria generale anziché migliorare peggiorò. Papa Gregorio XVI allora lo rimosse quasi subito dall'incarico, dove tuttavia Mattei riuscì ad inserire, in qualità di vice-tesoriere, un proprio protetto nella persona del futuro cardinale e segretario di Stato Giacomo Antonelli.
La cattiva gestione del "caso Rothschild" tuttavia turbò l'opinione pubblica europea (in particolare belga e francese), contribuendo così all'immagine già negativa della retriva Curia gregoriana, indicata così in tutto il mondo civile come il trionfo della mala amministrazione. Di questo, riguardo a Mattei, resta traccia in un sonetto del Belli,
Inoltre, lo stesso scrittore francese Stendhal si espresse in termini piuttosto critici nei confronti di Mattei in una lettera del novembre 1835 indirizzata all'amico M. Sutton Sharpe (1797-1843).
Un altro pontefice cui Mattei fu molto vicino fu Pio VIII, in quanto marchigiano come lui. Pio VIII, che regnò brevemente (1829-30), lo volle nominare suo esecutore testamentario (alla pari di Gregorio XVI, almeno stando a quanto afferma Gaetano Moroni).
Papa Gregorio XVI elevò Mattei al rango di cardinale nel concistoro del 2 luglio 1832, imponendogli la berretta il successivo 5 luglio e fino alla nomina del cardinale Giacomo Luigi Brignole è stato il porporato italiano più giovane.
Fu cardinale diacono di Santa Maria in Aquiro dal 17 dicembre 1832, poi Camerlengo del Sacro Collegio dal 1834 al 6 aprile 1835, carica che ricoprirà nuovamente dal 1848 al 1850. Il cardinal Mattei fu successivamente Prefetto Economico di Propaganda Fide (1837-1843), Segretario di Stato per gli Affari Interni (1840), e l'11 marzo 1843 venne nominato Arciprete della Basilica Vaticana e Prefetto della Reverenda Fabbrica di S. Pietro, cariche queste ultime che detenne a vita.
Il 22 luglio 1842 egli scelse di entrare nell'ordine dei Cardinali-preti, poi in quello dei Cardinali-vescovi.
Come vescovo, ebbe in gestione 3 Diocesi suburbicarie, nell'ordine: Frascati (l'antica Tusculum) dal 1844 al 1854, Porto e Santa Rufina (1854-1860) e infine Ostia e Velletri (1860-1870). Fu pure l'ultimo Governatore di Velletri e della provincia veliterna (il 20 settembre 1870, poche settimane prima del suo decesso, i territori dello Stato Pontificio venivano di fatto annessi al Regno d'Italia) e Pro Datario, ma la carica principale che rivestì in questo ultimo periodo fu (dal 30 settembre 1860) quella di Decano del Sacro Collegio.
Il cardinal Mattei viene citato dal Dizionario Biografico degli Italiani come un noto "filogesuita"; in verità non era esattamente di sentimenti unitari e filosabaudi, come del resto la maggior parte dei Curiali del suo tempo, e durante il Conclave del 1846 (l'unico cui poté partecipare) ricevette un unico voto. Il cardinal Mattei si rifugiò nel Regno delle Due Sicilie al momento dei tumulti romani del novembre 1848 (durante i quali lo stesso pontefice Pio IX trovò scampo a Gaeta). Non potendo alloggiare tutti i prelati profughi da Roma (dove intanto era stata proclamata la Repubblica), re Ferdinando II li dislocò in varie località del suo esteso reame: il Mattei - come si legge nell'ampia e documentata biografia del Martina in 4 volumi su Pio IX - trovò alloggio a Sessa, poi rientrò a Roma in attesa del rientro stesso del pontefice. Nel 1841 egli aveva accompagnato Gregorio XVI lungo il viaggio che questo Papa aveva compiuto nei propri Stati, ma nel 1857 non fece la stessa cosa con Pio IX, che fu scortato nelle Marche e in Romagna da altro personale. Il Cardinal Mattei tuttavia, tra il 1869 ed il 1870, partecipò alle prime sedute del Concilio Vaticano I.
Il Cardinale, di cui a lungo i pergolesi hanno serbato il ricordo della munificenza e del favore riservato verso la loro località, si spense il 7 ottobre 1870 all'età di 78 anni, anche se alcune fonti non concordano e propendono per il giorno 9.
I funerali si tennero in ogni caso nella Basilica Vaticana, nella cui sacrestia il Mattei - unico Cardinale del XIX secolo ad aver ricevuto tale privilegio - è ricordato da un cenotafio - opera dello scultore siciliano Giuseppe Prinzi - recante un breve inciso in lingua latina, che lo ricorda come "prudens et fidelis" e che indica il giorno di morte secondo il tradizionale computo delle Kalendae (il che può essere stato all'origine della doppia attribuzione della data, 7 oppure 9).

## Genealogia episcopale e successione apostolica
La genealogia episcopale è:
- Cardinale Scipione Rebiba
- Cardinale Giulio Antonio Santori
- Cardinale Girolamo Bernerio, O.P.
- Arcivescovo Galeazzo Sanvitale
- Cardinale Ludovico Ludovisi
- Cardinale Luigi Caetani
- Cardinale Ulderico Carpegna
- Cardinale Paluzzo Paluzzi Altieri degli Albertoni
- Papa Benedetto XIII
- Papa Benedetto XIV
- Papa Clemente XIII
- Cardinale Luigi Valenti Gonzaga
- Cardinale Lorenzo Litta
- Cardinale Vincenzo Macchi
- Cardinale Mario Mattei

La successione apostolica è:
- Cardinale Sisto Riario Sforza (1845)
- Patriarca Giuseppe Melchiade Ferlisi (1858)